# Chrám nebes
Chrám nebes (čínsky v českém přepisu Tchien-tchan, pchin-jinem Tiāntán, znaky zjednodušené 天坛, tradiční 天壇) je komplex taoistických chrámů v obvodě Tung-čcheng v historické části Pekingu. Jeho počátky sahají do začátku 15. století. Čínští císařové se zde modlili za dobrou sklizeň.
V současné době patří spolu se Zakázaným městem k nejvyhledávanějším památkám Pekingu. V roce 1998 se stal součástí světového dědictví.

## Obětní oltář (Peking)

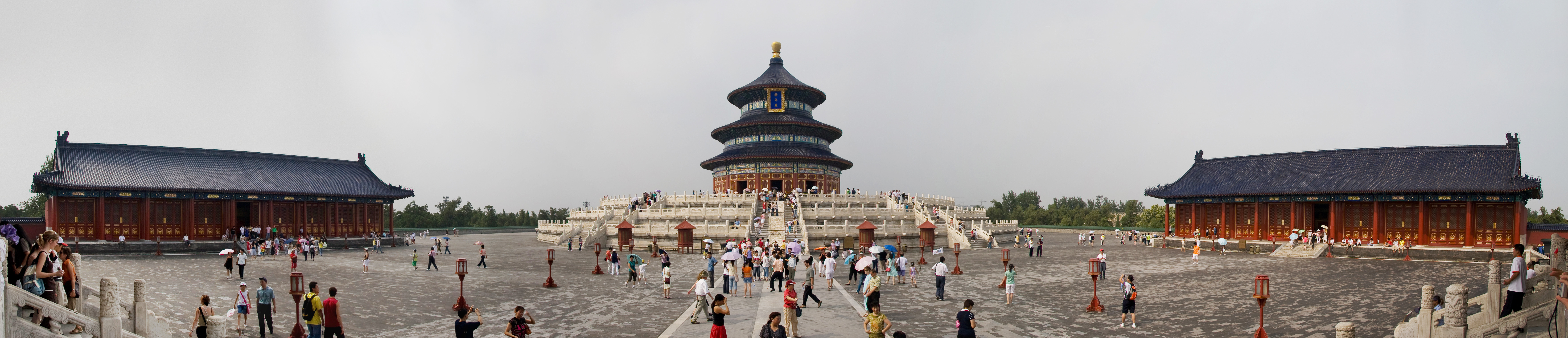
Chrám nebes

V čínské mytologii najdeme báje o zrození lidstva, ale čínské nebe bylo prázdné, bez bohů, a bohové neměli vymezeno ani žádné určité místo. Navázat s nimi spojení mohli věřící jen v chrámech postavených k tomuto účelu. Platilo to bez výjimky i pro císaře, který musel vystupovat po schodišti do chrámu Nebes na jihu svého hlavního města Pekingu a prosit nebe o požehnání své vlády a o její úspěchy. Od „Paláce odříkání“ na západě areálu kráčel k vlastnímu okrouhlému chrámu. Nejvýznamnějšími objekty tohoto chrámu jsou klenba Nebes a hlavní síň modliteb za dobrou úrodu.

## Síň modliteb
Je jednatřicet metrů vysoká, stojí na vysokém třístupňovém mramorovém podstavci kruhového půdorysu, má 3 tmavomodré střechy nad sebou a byla postavena ve stejné době jako císařský palác, 1421.

## Kruhový oltář
Je to třípatrová kamenná terasa, každé patro je ohraničeno zábradlím z kamení. Konali se zde obřady obětí Nebesům.

## Zeď ozvěn
Je to budova obklopena kruhovitou zdí, proslulá dobrou akustikou. Když někdo zašeptá na jedné straně zdi, ozvěna to odnese na opačný konec.

## Oltář nebes
V dávných dobách sloužil k obětování. Je postaven jako třípatrový mramorový ochoz prostředek tvoří kulatý kámen, který je základ prstence. Dnes zde probíhají hlavně fotografické orgie. Každý Číňan stojící na středovém kameni se zde chce nechat vyfotografovat.

## Síň modliteb za dobrou úrodu
Tato stavba byla dokončena roku 1420. Tvoří ji posvátné objekty. Je vybudována do věžovitého tvaru, má tři prstence a modré střechy z glazovaných tašek. Modré střechy jsou k vidění i na ostatních budovách. Hlavní síň je bohatě vyzdobena a v jejím čele se nachází modro-zlatý trůn.